# Пам'ятник Раїсі Кириченко (Полтава)
Пам'ятник Раїсі Кириченко в Полтаві — пам'ятник українській співачці Раїсі Опанасівні Кириченко в Полтаві, з якою з 1962 року були пов'язані її життя й діяльність. Встановлений 13 жовтня 2012 року біля адміністративної будівлі ОДТРК «Лтава» (вул. Раїси Кириченко, 1а).

## Історія
Ініціатором установки пам'ятника виступив директор ОДТРК «Лтава» Микола Ляпаненко. Протягом п'яти років тривав збір благодійних коштів на встановлення пам'ятника. Всього зібрали 400 тисяч гривень. Частину необхідної суми (600 тисяч) виділили з обласного бюджету.
Автори пам'ятника — архітектор Юрій Олійник та скульптор Микола Цись.
Скульптуру відливали в Харкові.
Церемонія відкриття відбулася 13 жовтня 2012 року напередодні свята Покрови Пресвятої Богородиці та Дня народження співачки. Пам'ятник встановили на вулиці, перейменованій на честь співачки, біля адміністративної будівлі ОДТРК «Лтава» («старе» приміщенні обласного радіо), де у «радійній» студії вона записала близько 200 пісень.
Почесну місію відкрити пам'ятник надали чоловікові Раїси Опанасівни Миколі Кириченку й землячці та учениці співачки Наталці Шинкаренко.
У квітні 2017 року композицію пам'ятника доповнили гранітною плитою, на якій висічено прізвище, ім'я, по-батькові співачки та регалії.

## Опис
Композиція пам'ятника являє собою ніби невелике співоче поле. У центрі — вилита з бронзи у повний зріст фігура співачки, яка стоїть у своїй відомій сукні з крилами, широко розкривши обійми. З боків скульптури — знакові для її творчості символи України: калина вінок зі стрічками, рушник, бандура та скрипка.

На постаменті — слова з пісні: «Дарую вам, люди, на свята і будні ту пісню, що в серце з дитинства взяла».

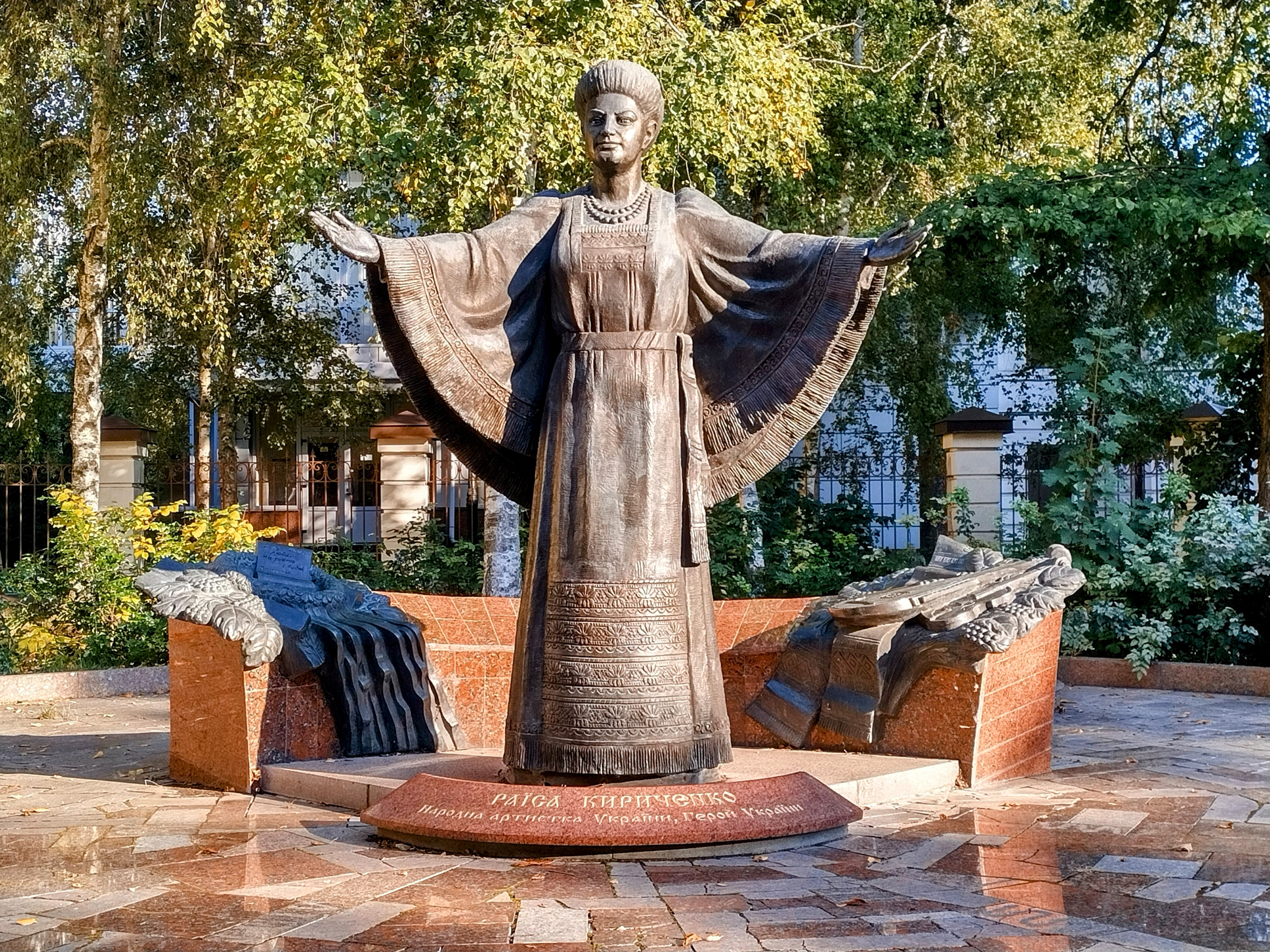
Пам'ятник Раїсі Кириченко (2023)

## Критика пам'ятника
Сам пам'ятник викликав певні нарікання у громадськості й преси через відсутність художньої довершеності. Роботу скульптура критикували за несхожість скульптурного образу «Берегині» з реальним та надмірну традиційність (повторення стилістики першого пам'ятника співачці на подвір'ї Землянківської школи).